# 매송 나들목
매송 나들목(Maesong IC)은 경기도 화성시 매송면 송라리에 설치된 서해안고속도로의 31번 교차로이다. 나들목 진출입로 및 요금소는 매송면 원리와 접하고 있으며, 안산시 상록구 본오동 방면으로 진출할 수 있다.
1990년 서해안고속도로 계획 당시에는 안산 나들목이었다가 1996년 12월 17일 매송 나들목으로 개통했다. 명칭과는 달리 매송면 소재지 (어천리, 원평리)로 가려면 이 나들목보다 비봉 나들목이 더 가깝다.

## 연혁
- 1996년 3월 9일 : 1996년 12월까지 나들목 요금소 건설로 인해 경기도 화성군 매송면 원리 ~ 송라리 540m 구간 도로구역 변경[3]
- 1996년 12월 17일 : 서해안고속도로 안산 ~ 포승 구간 개통에 따라 영업 개시[4][2]
- 1998년 11월 12일 : 2000년 12월까지 나들목 접속부 입체화 공사를 위해 경기도 화성군 매송면 원리 ~ 안산시 팔곡2동 590m 구간 도로구역 변경[5]

## 구조물 정보
- 위치: 경기도 화성시 매송면 송라리
- 영업소: 경기도 화성시 매송면 푸른들판로 2060

## 접속하는 도로
- 푸른들판로
- 용담로
- 해안로
- 간접 연결 : 서해로 (국도 제39호선), 수인로 (국도 제39호선, 국도 제42호선), 본오매송로 (국가지원지방도 제84호선, 국가지원지방도 제98호선), 매송로

## 교통량 정보
| 요금소        | 통행량 (대/일) | 통행량 (대/일) | 통행량 (대/일) | 통행량 (대/일) | 통행량 (대/일) | 통행량 (대/일) | 통행량 (대/일) | 통행량 (대/일) | 통행량 (대/일) | 통행량 (대/일) | 각주  |
| 요금소        | 2001년         | 2002년         | 2003년         | 2004년         | 2005년         | 2006년         | 2007년         | 2008년         | 2009년         | 2010년         | 각주  |
| ------------- | -------------- | -------------- | -------------- | -------------- | -------------- | -------------- | -------------- | -------------- | -------------- | -------------- | ----- |
| 매송 (폐쇄식) | 14,923         | 8,965          | 9,480          | 9,823          | 10,211         | 10,325         | 9,945          | 9,556          | 9,459          | 9,145          | [ 6 ] |
| 요금소        | 2011년         | 2012년         | 2013년         | 2014년         | 2015년         | 2016년         | 2017년         | 2018년         | 2019년         |                | [ 6 ] |
| 매송 (폐쇄식) | 9,025          | 9,464          | 9,309          | 9,642          | 10,148         | 10,619         | 10,361         | 10,053         | 10,451         |                | [ 6 ] |

## 사진

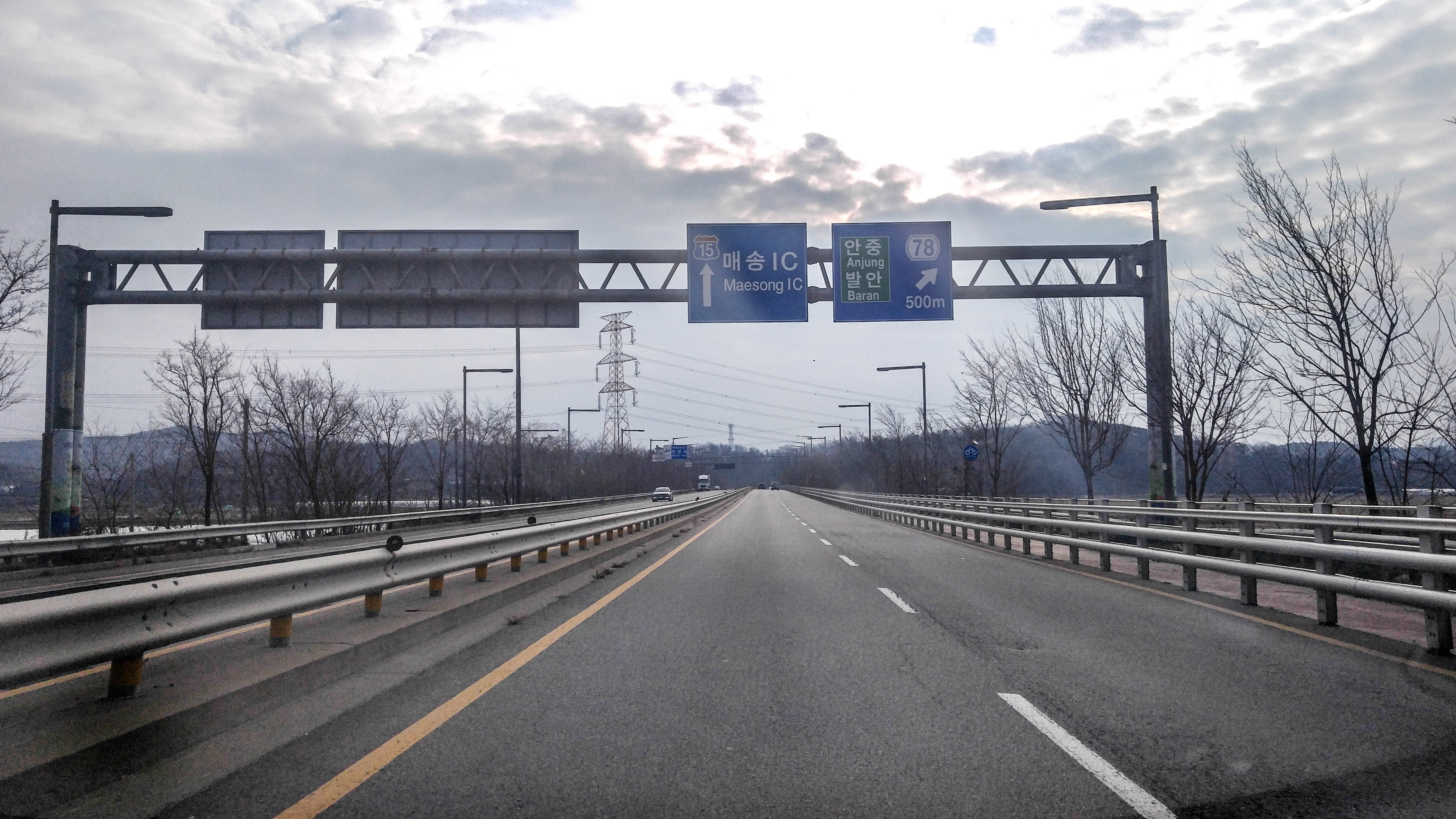
반월들길 매송교차로 500m 표지판
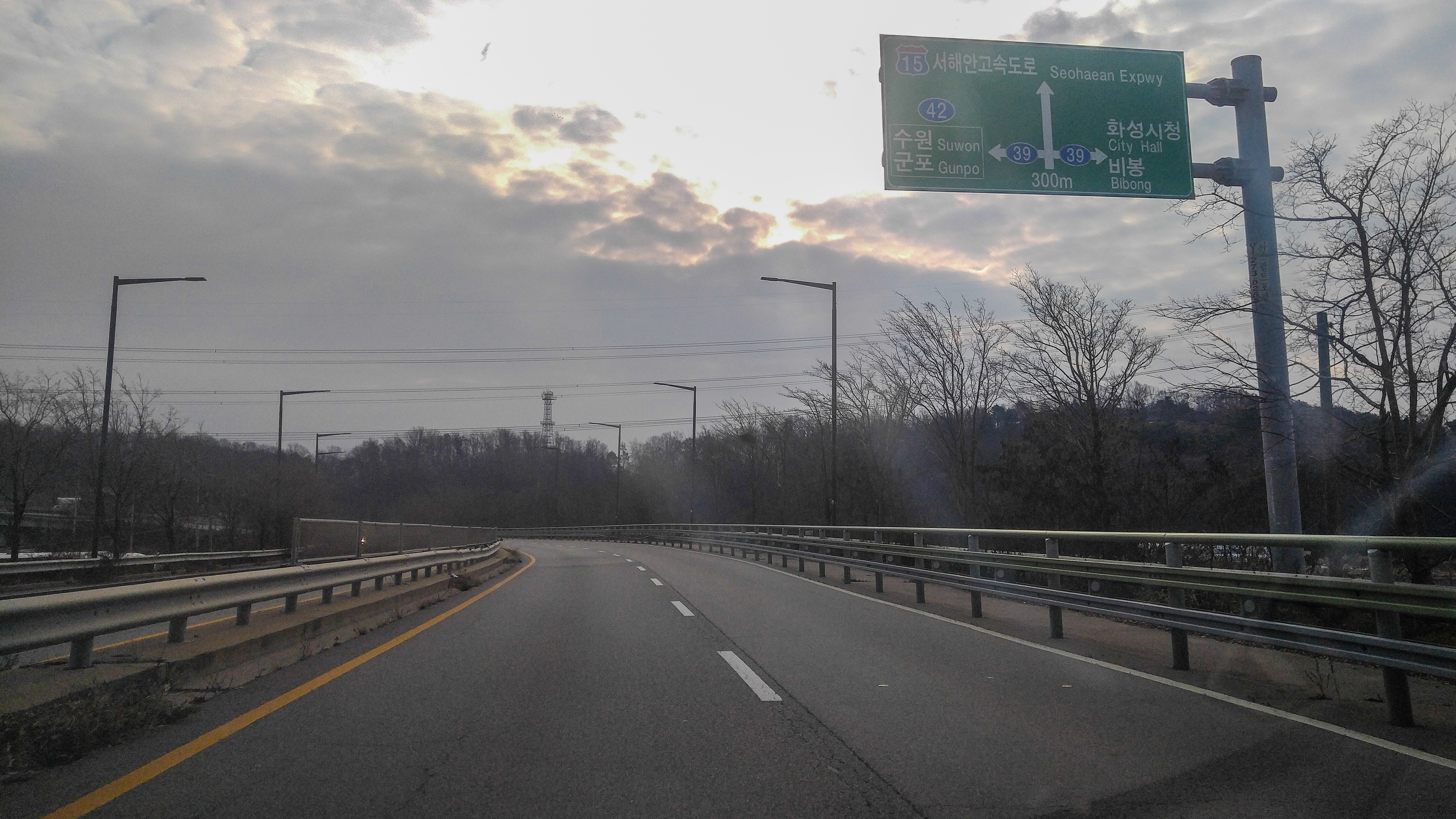
반월들길 매송교차로 300m 표지판
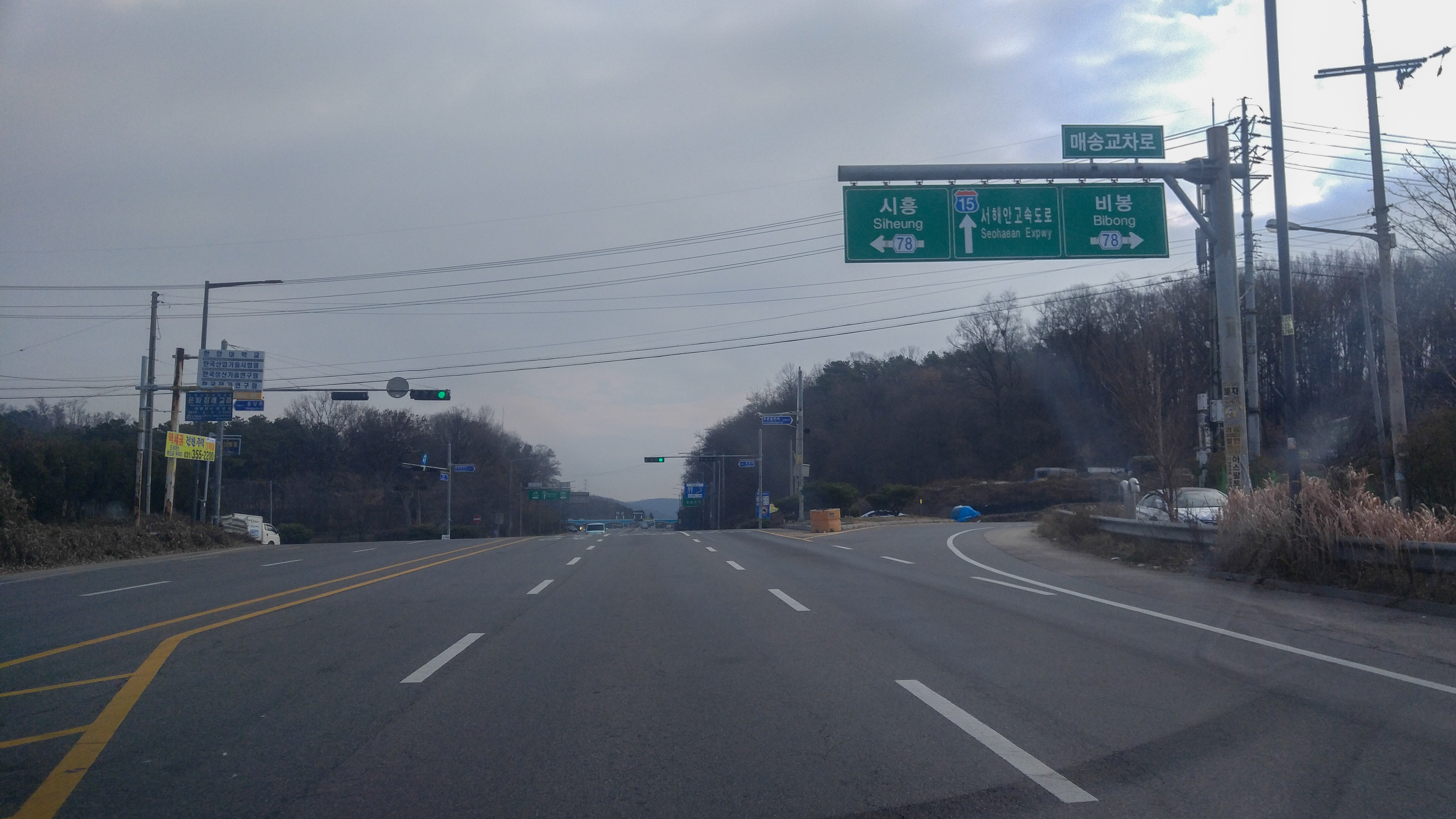
반월들길 매송교차로 표지판
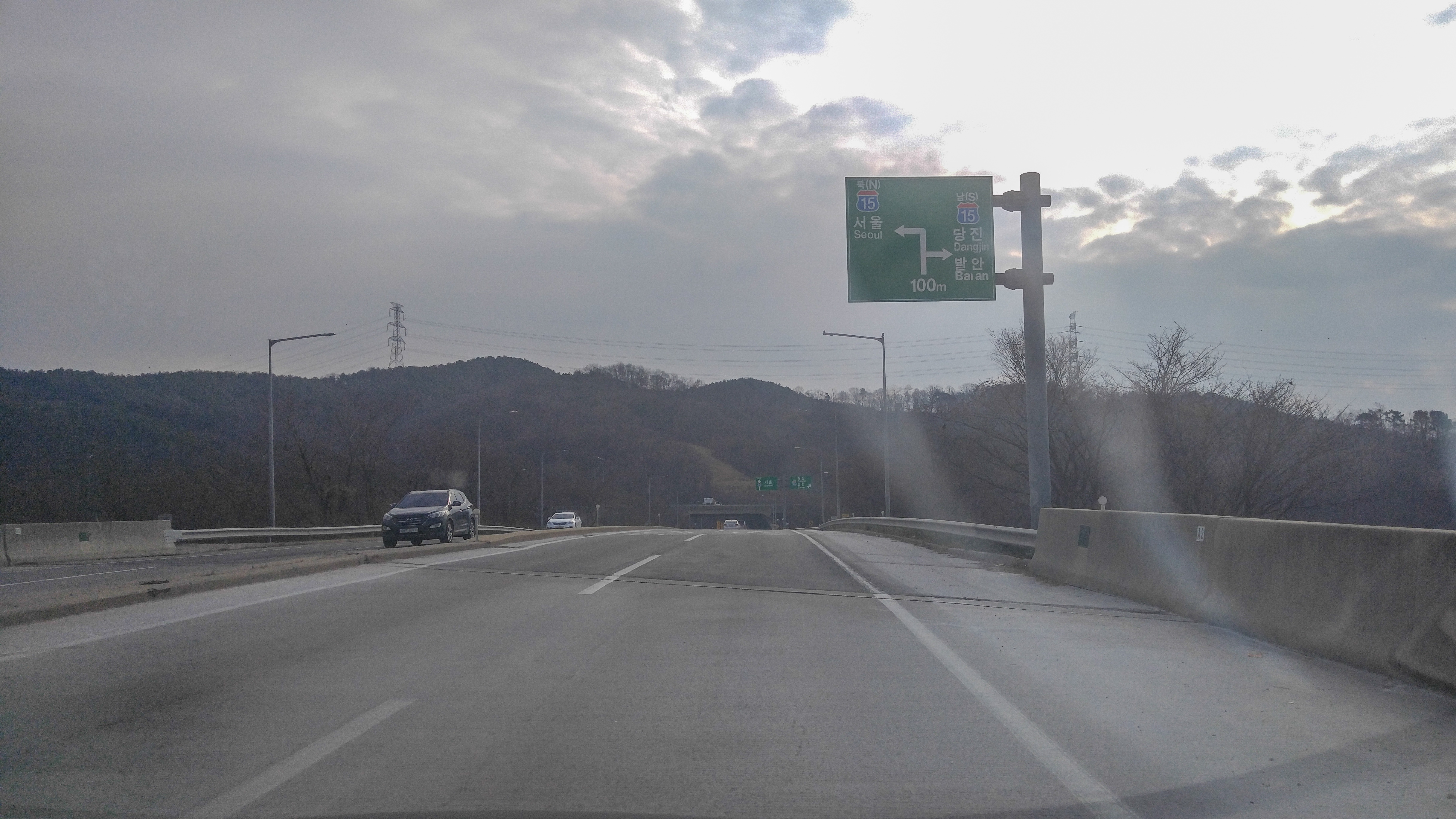
진입 램프 분기부 100m 표지판
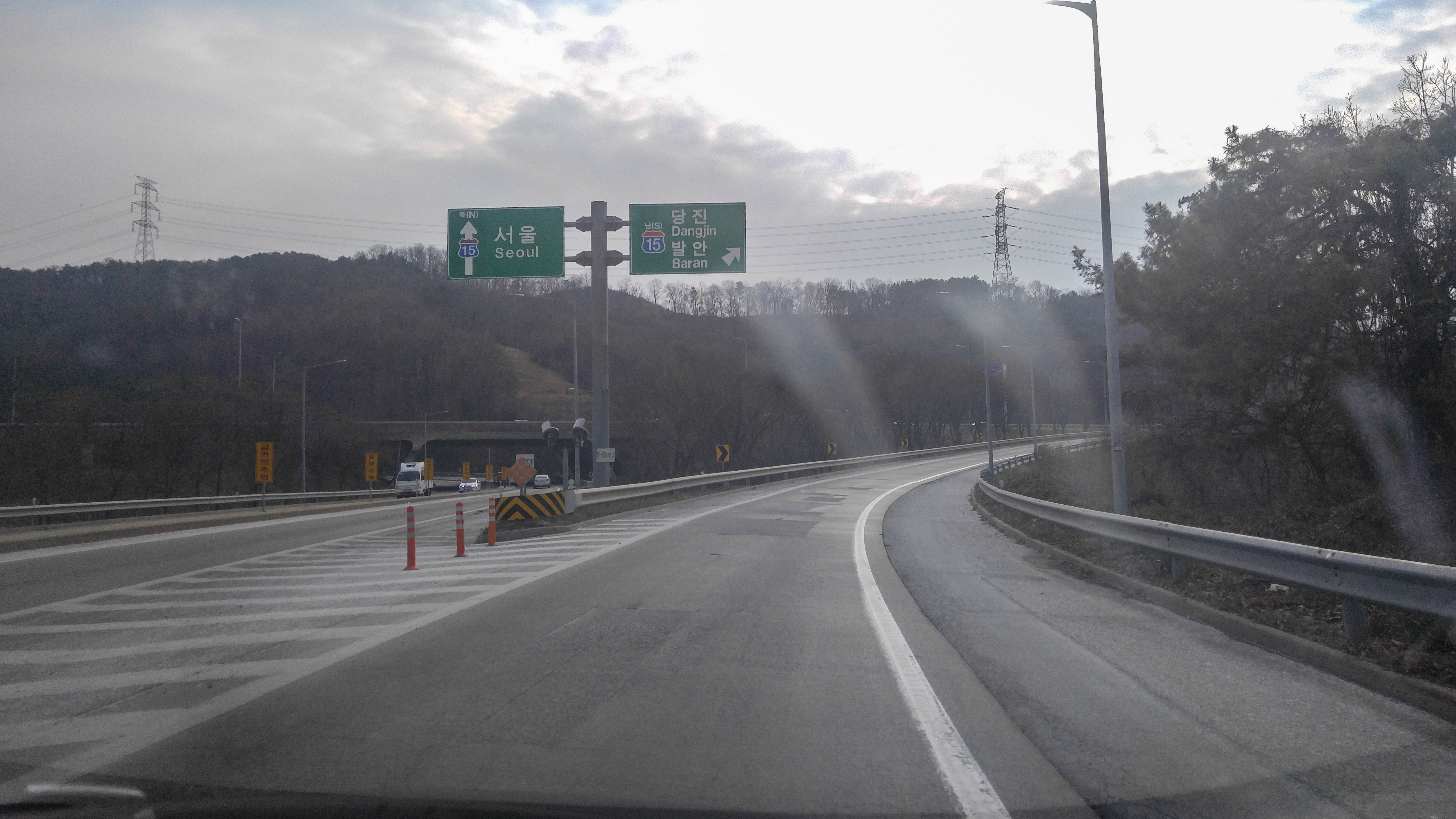
진입 램프 분기부 표지판